# Brisco County
Brisco County (The Adventures of Brisco County Jr.) est une série télévisée américaine en un pilote de 90 minutes et 26 épisodes de 43 minutes, créée par Carlton Cuse et Jeffrey Boam et diffusée entre le 27 août 1993 et le 20 mai 1994 sur le réseau Fox.
En France, la série a été diffusée à partir du 28 décembre 1994 sur M6 puis rediffusée sur TF6 et Sci Fi.

## Synopsis
Cette série met en scène les aventures de Brisco County Jr., bien décidé à venger son père, un célèbre marshall de l'Ouest américain, assassiné par une bande de criminels à la solde de John Bly.

## Distribution

### Acteurs principaux
- Bruce Campbell (VF : Bernard Alane) : Brisco County, Jr.
- Julius Carry (en) (VF : Daniel Kamwa) : James Lonefeather, alias Lord Bowler
- Christian Clemenson (VF : Jean-François Vlérick) : Socrates Poole

### Acteurs récurrents et invités
- John Astin (VF : Georges Aubert) : le professeur Albert Wickwire (7 épisodes)
- Kelly Rutherford (VF : Michèle Lituac) : Dixie Cousins (7 épisodes)
- John Pyper-Ferguson (VF : Bernard Métraux) : Peter Hutter (7 épisodes)
- Billy Drago (VF : Michel Mella) : John Bly (6 épisodes)
- Jeff Phillips (VF : Serge Faliu) : Whip Morgan (6 épisodes)
- James Hong (VF : Jim Adhi Limas) : Lee Pow (4 épisodes)
- James Greene (VF : Roger Crouzet) : Cartwright (3 épisodes)
- R. Lee Ermey (VF : Georges Berthomieu) : Brisco County, Sr. (3 épisodes)
- Gary Hudson (en) (VF : Michel Vigné) : le shérif Aaron Viva (3 épisodes)

- Version française
  - Société de doublage : Mediadub International[1]
  - Direction artistique : Vincent Violette[1]

Source : version française (VF) sur Doublage Séries Database

## Épisodes
1. Le Train ne sifflera pas trois fois (Pilot) (90 minutes)
2. Le Globe magique (The Orb Scholar)
3. No Man’s Land (No Man’s Land)
4. Brisco à Jalisco (Brisco in Jalisco)
5. La Sœur de Socrate (Socrates' Sister)
6. Les Jeux sont faits (Riverboat)
7. Pirates (Pirates)
8. Le Fantôme de Brisco Senior (Senior Spirit)
9. Brisco avocat (Brisco for the Defense)
10. Épreuve de force (Showdown)
11. Dixie Land (Deep in The Heart of Dixie)
12. Dans les griffes de Crystal (Crystal Hawks)
13. Les Chevaux d’acier (Steel Horses)
14. El Magnifico (Mail Order Brides)
15. Alias Kansas (AKA Kansas)
16. La Convention des chasseurs de primes (Bounty Hunter Convention)
17. La Fontaine de jouvence (Fountain of Youth)
18. Hard Rock (Hard Rock)
19. Les Rapaces de Brooklyn (Brooklyn Dodgers)
20. Bye, Bly (Bye, Bly)
21. Ned Zed (Ned Zed)
22. Convoi exceptionnel (Stagecoach)
23. Partie serrée (Wild Card)
24. Deux hommes et un bébé (And Baby Makes Three)
25. Betty la poisse (Bad Luck Betty)
26. Haute trahison - 1re partie (High Treason - Part 1)
27. Haute trahison - 2e partie (High Treason - Part 2)

## Commentaires
- En France, si le premier épisode a été proposé en prime time, la série a ensuite rejoint la case quotidienne de 18 heures. Tous les jours, 1,4 million de téléspectateurs étaient au rendez-vous sur M6[2].